# Mistrzostwa świata w szachach 1929

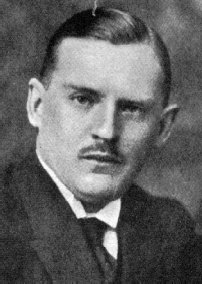
Mistrz świata 1929,
Aleksander Alechin

Mecz pomiędzy aktualnym mistrzem świata - Aleksandrem Alechinem, a Jefimem Bogolubowem rozegrany w trybie "wędrownym" w Wiesbaden, Heidelbergu, Berlinie, Hadze, Rotterdamie i Amsterdamie w dniach 6 IX - 17 XI 1929 r.

## Zasady
Mecz miał się składać z 30 partii, a zwyciężał ten, kto pierwszy osiągnął 15½ pkt. W przypadku remisu tytuł zachowywał Alechin. Grano tempem 2,5 godziny na pierwsze 40 posunięć i 30 minut na każde kolejne 16 posunięć. Tempo to przyjęło się później jako oficjalne tempo meczów o mistrzostwo świata.

## Wyniki w poszczególnych partiach
|                    | 1 | 2 | 3 | 4 | 5 | 6 | 7 | 8 | 9 | 10 | 11 | 12 | 13 | 14 | 15 | 16 | 17 | 18 | 19 | 20 | 21 | 22 | 23 | 24 | 25 | Punkty |
| ------------------ | - | - | - | - | - | - | - | - | - | -- | -- | -- | -- | -- | -- | -- | -- | -- | -- | -- | -- | -- | -- | -- | -- | ------ |
| Aleksander Alechin | 1 | ½ | ½ | 0 | 1 | 0 | 1 | 1 | ½ | 1  | ½  | 1  | 0  | 0  | ½  | 1  | 1  | 0  | 1  | ½  | 1  | 1  | ½  | ½  | ½  | 15½    |
| Jefim Bogolubow    | 0 | ½ | ½ | 1 | 0 | 1 | 0 | 0 | ½ | 0  | ½  | 0  | 1  | 1  | ½  | 0  | 0  | 1  | 0  | ½  | 0  | 0  | ½  | ½  | ½  | 9½     |